# Firá
Pour les articles homonymes, voir Fira (homonymie).
 (janvier 2014).
Si vous disposez d'ouvrages ou d'articles de référence ou si vous connaissez des sites web de qualité traitant du thème abordé ici, merci de compléter l'article en donnant les références utiles à sa vérifiabilité et en les liant à la section « Notes et références ».
Firá (en grec Τα Φηρά), aussi appelée Thíra/Théra (Θήρα) ou Chora, est la plus grande ville de l'archipel de Santorin dans les Cyclades, en mer Égée, en Grèce. Elle se situe sur l'île principale, au bord de la falaise surplombant la caldeira de Santorin.

## Présentation
Administrativement elle constitue le chef-lieu de la municipalité de Théra qui comprend les îles de Santorin, Thérassia et quelques autres îlots. Elle est aussi le siège d'un évêché orthodoxe : la Métropole de Théra, Amorgos et des îles.

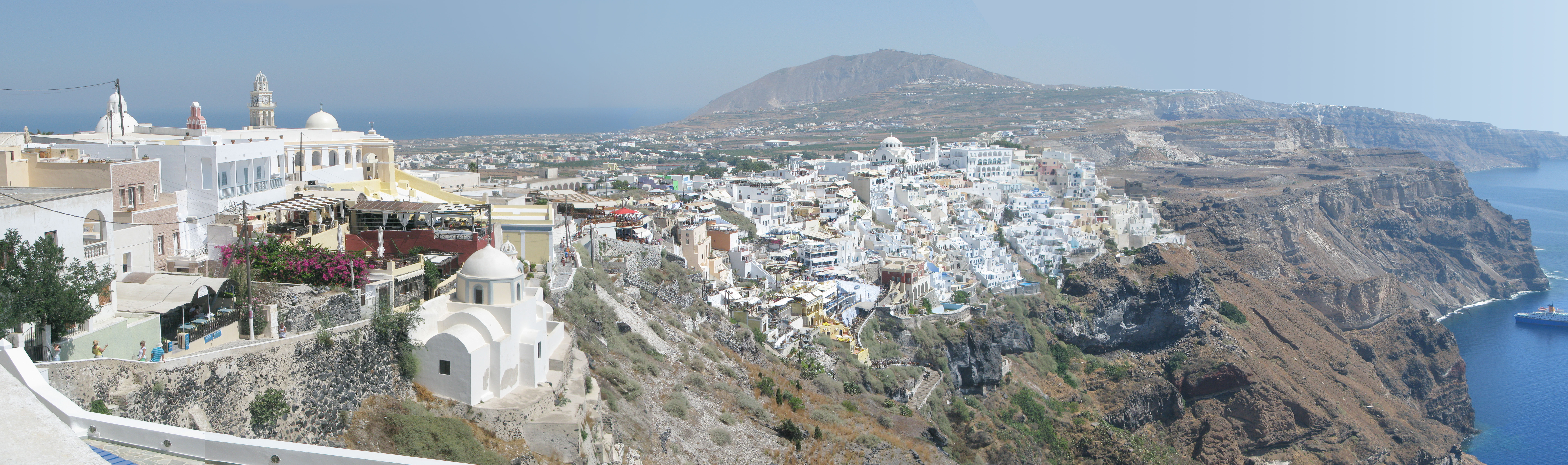

La population de la commune est de 2 348 habitants selon le dernier recensement de 2010. Apparue XVIIIe siècle, elle est devenue la capitale de l'île à partir du début du XIXe siècle et s'est beaucoup développée, grâce au tourisme, depuis la fin du XXe siècle : l'été, jusqu'en 2019, la population quintuplait.

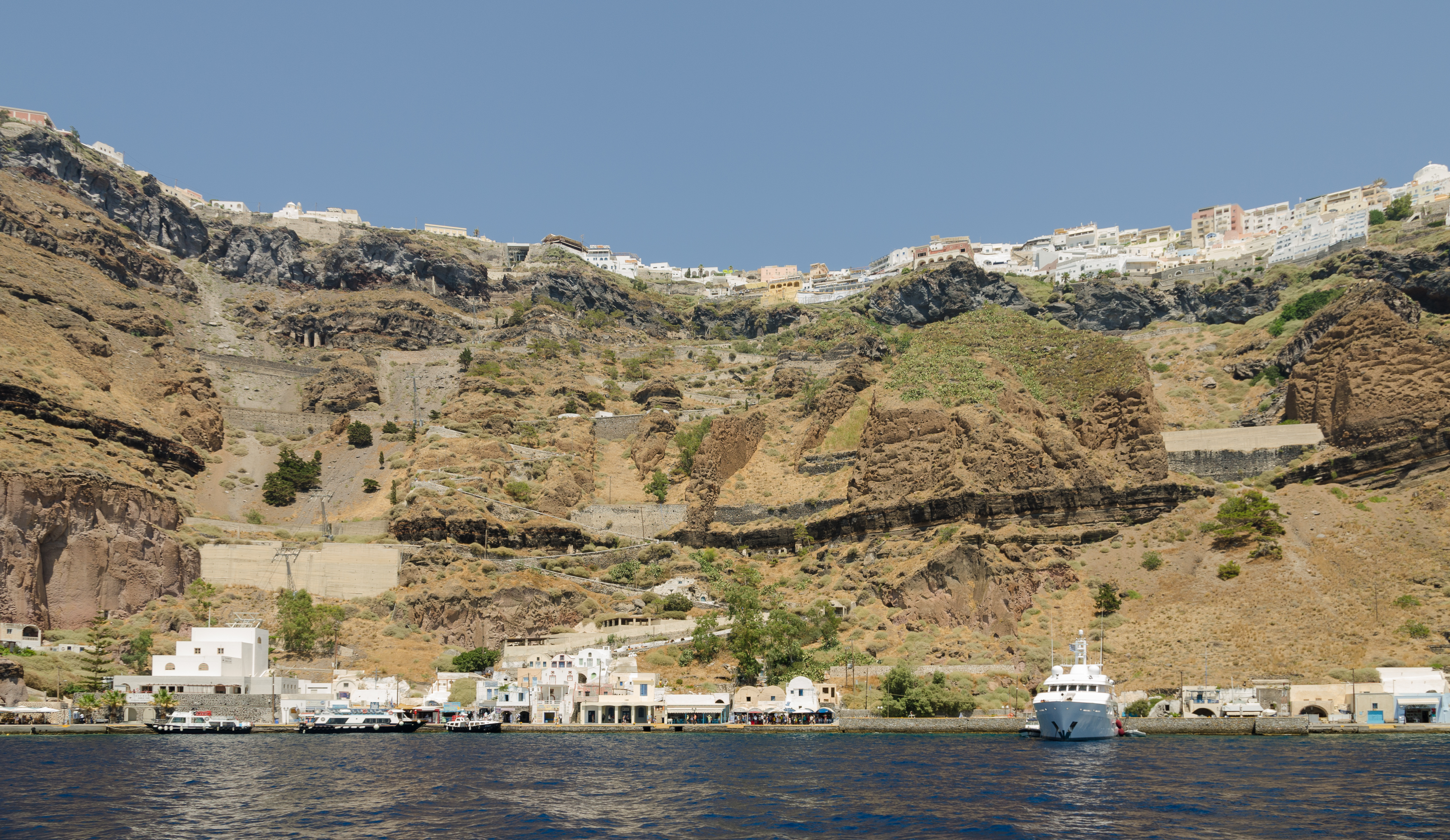
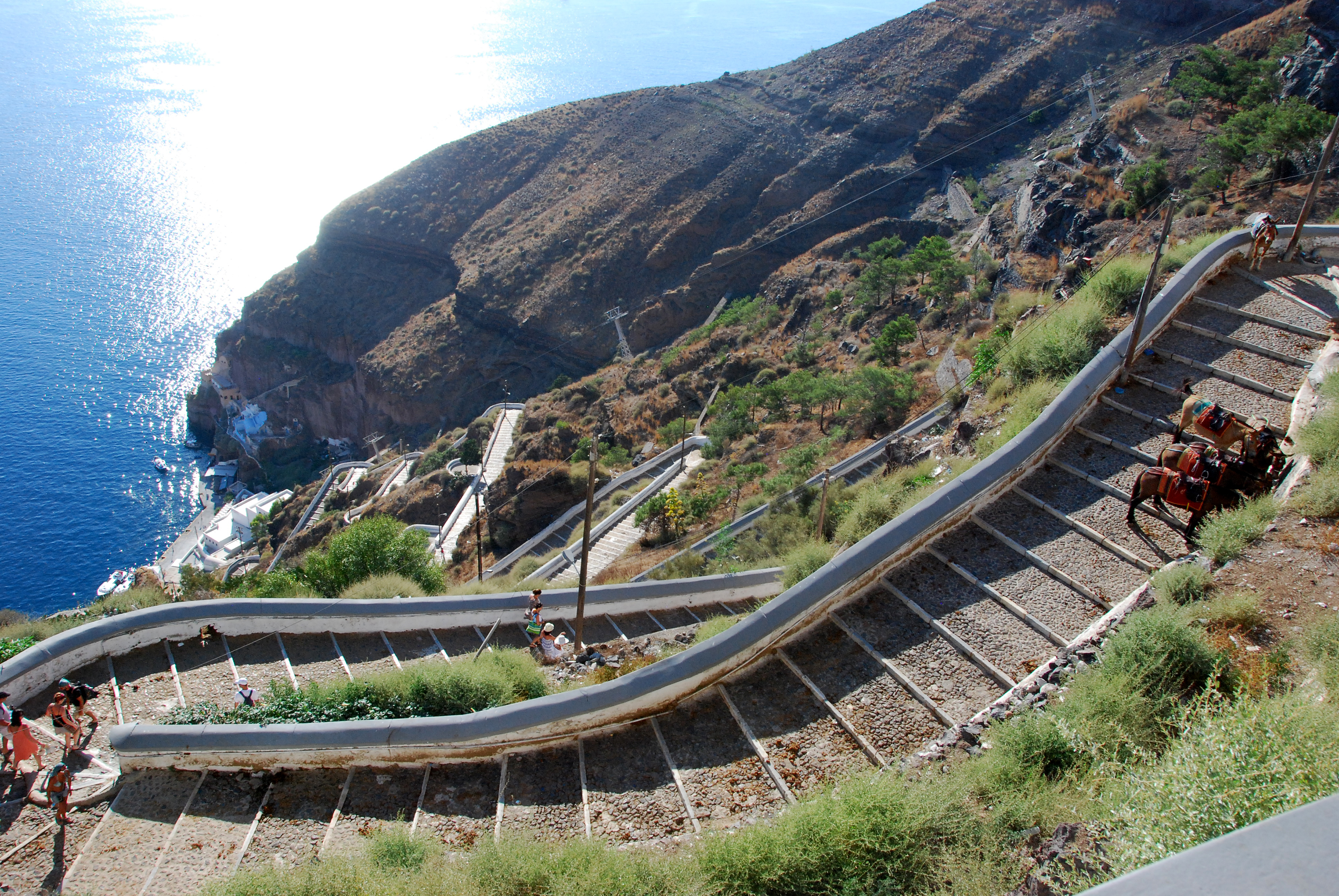

Elle est reliée à la mer, 200 m plus bas, par son vieux port de Firá, par des escaliers d'environ 600 marches (Skala) desservis par taxis-ânes et par téléphérique de Santorin.

## Histoire
L'histoire de Firá est celle de l'histoire des Cyclades. Au IXe siècle av. J.-C., des colons de Sparte de la Grèce antique fondent la cité de Théra. Celle-ci fondera à son tour sa propre colonie en -631, à Cyrène, en Libye antique.
Au début du XIIIe siècle, les nobles vénitiens s'emparent de l'île et y bâtissent le château médiéval de Skaros (en). La présence d'une communauté catholique est un héritage de cette période vénitienne.
Après plusieurs séismes destructeurs, la capitale Imerovigli est abandonnée au profit de Pýrgos Kallístis, au-dessus du port Athéniou. Au XVIIe siècle, les Vénitiens perdent le château et l'île qui passent sous domination turque de la Grèce ottomane.
La ville de Fira émerge pendant la seconde moitié du XVIIIe siècle, puis devient la capitale de l'île en 1835, désormais grecque.
Lors du séisme de 1956 une partie de Fira est détruite (une petite partie des édifices du XVIIIe siècle ont pu être sauvés).

## Quartiers

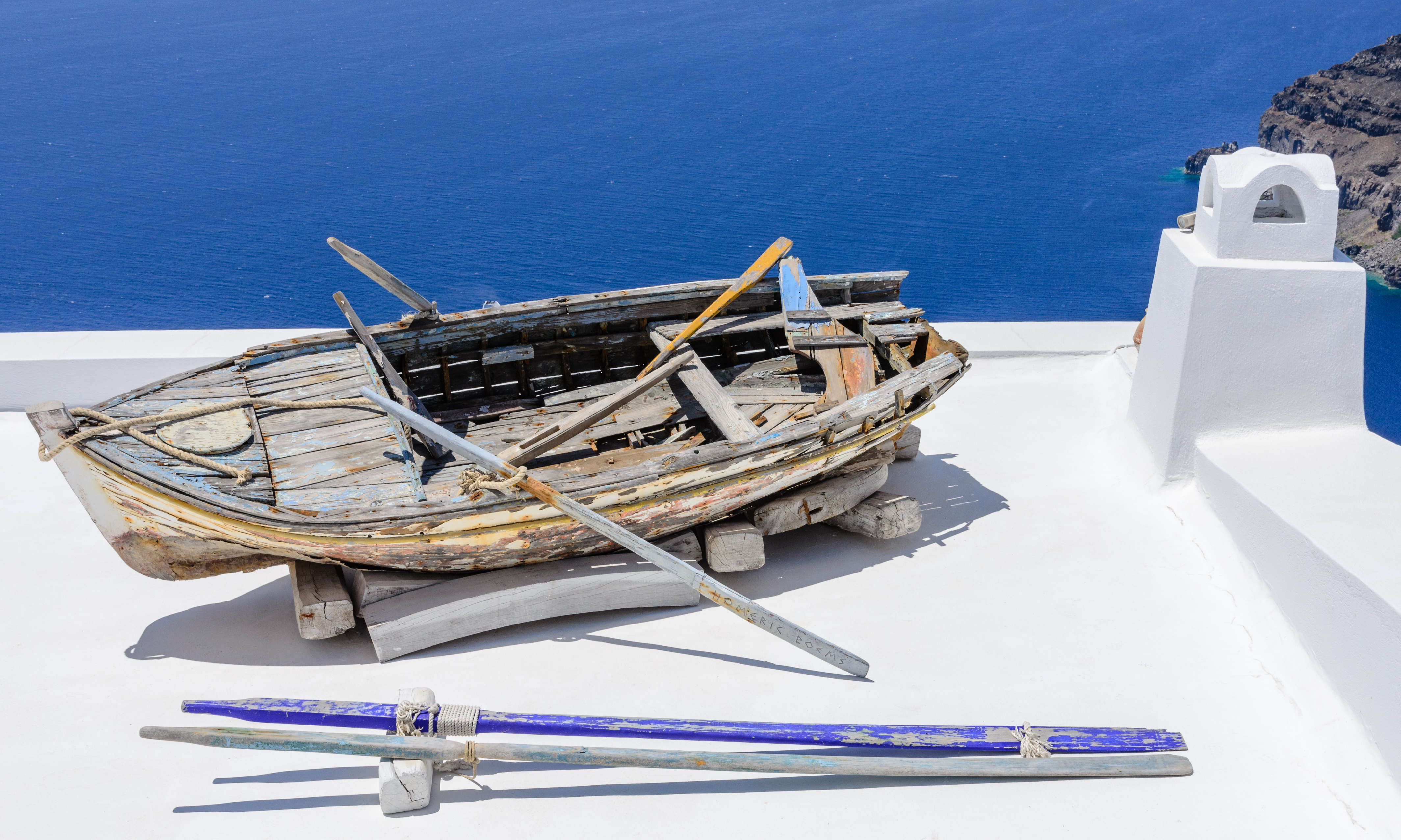
Bateau sur une maison.

### Firostefani
Firostefani  est un village ancien au nord de Fira qui a fusionné avec cette dernière, devenant un de ses quartiers. Le nom de Firostefani signifie « couronne de Théra ». Le quartier compte de nombreuses maisons traditionnelles, d'étroites ruelles, et une vue plongeante sur la caldeira et le volcan Néa Kaméni. Il abrite également plusieurs monuments religieux : l'église Aghios Gerassimos, l'église catholique Panaghia ton Aghion, le couvent Aghios Nikolaos 

### Kontochori

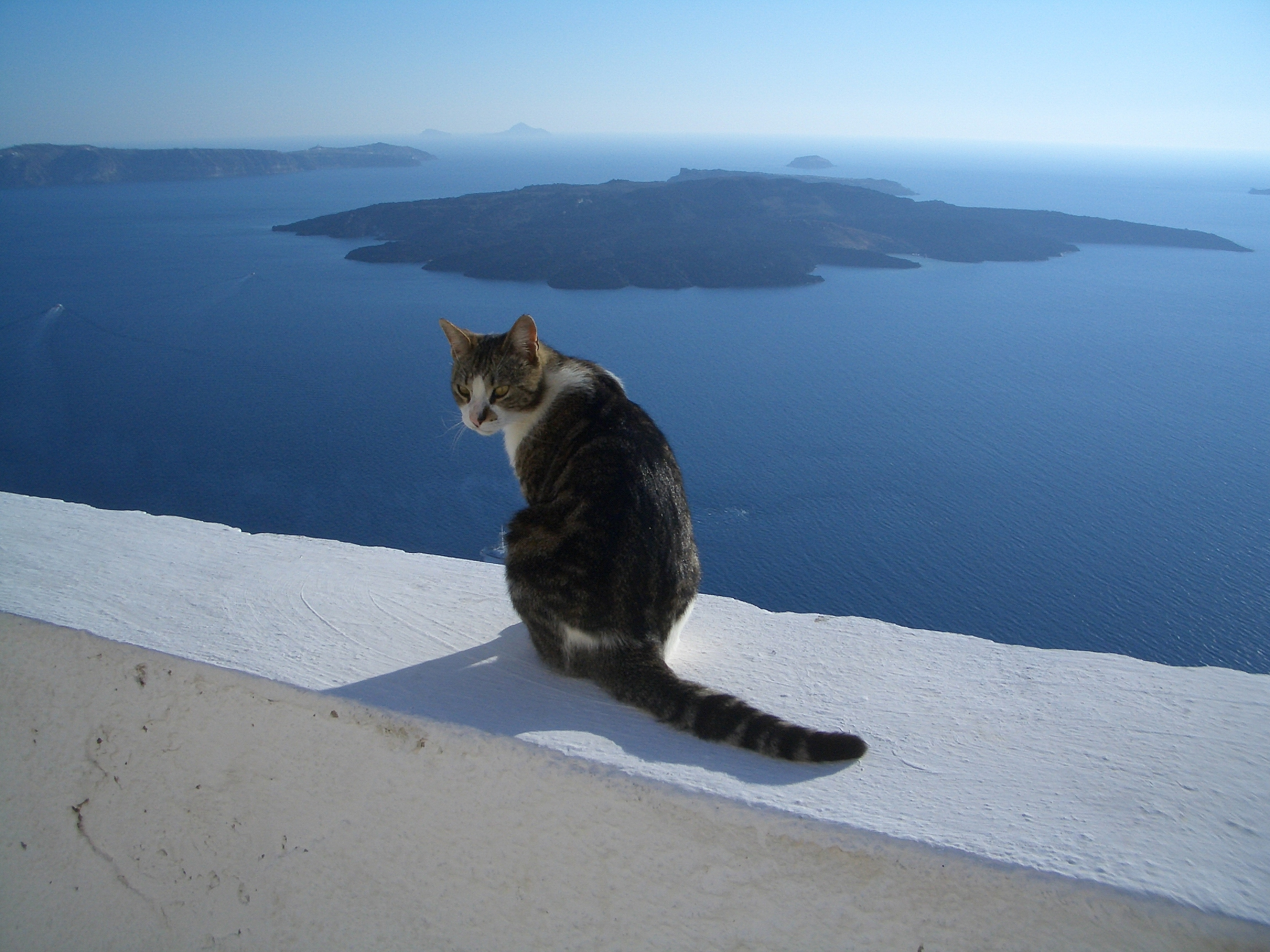

Kontochori  est situé à 15 minutes à pied de la place principale, au nord en direction de Oia. Kontochori compte en été un cinéma en plein air. Son nom signifie « court village ». Il abrite le musée du folklore de Lignos et la chapelle Aghios Konstantinos.

### Ormos
Le vieux port de Santorin, au pied des falaises de la caldeira à Fira, se nomme Ormos, « la conque ». Jadis simple débarcadère inhabité, ce petit port compte à présent des restaurants, des tavernes et quelques échoppes. Pour rejoindre la ville depuis le petit port, il faut monter les six cents marches en pierre à pied ou en taxi-âne, ou bien prendre le téléphérique installé à la fin du XXe siècle. Le vieux port est aussi le départ des excursions marines en caïques ou autres embarcations à destination de Néa Kaméni, Thérassia ou Oia.

## Économie
Perchée à environ 200 m en hauteur, là où la condensation de la brume de mer alimente quelques sources d'eau douce, et où les pillards venus de la mer avaient du mal à accéder, Fira n'était pas un village de pêcheurs mais de cultivateurs et d'éleveurs de chèvres. Son économie était principalement vivrière jusqu'au milieu du XXe siècle, basée sur l'élevage extensif, l'oléiculture et la viticulture. Par la suite, le tourisme s'est développé.

### Tourisme

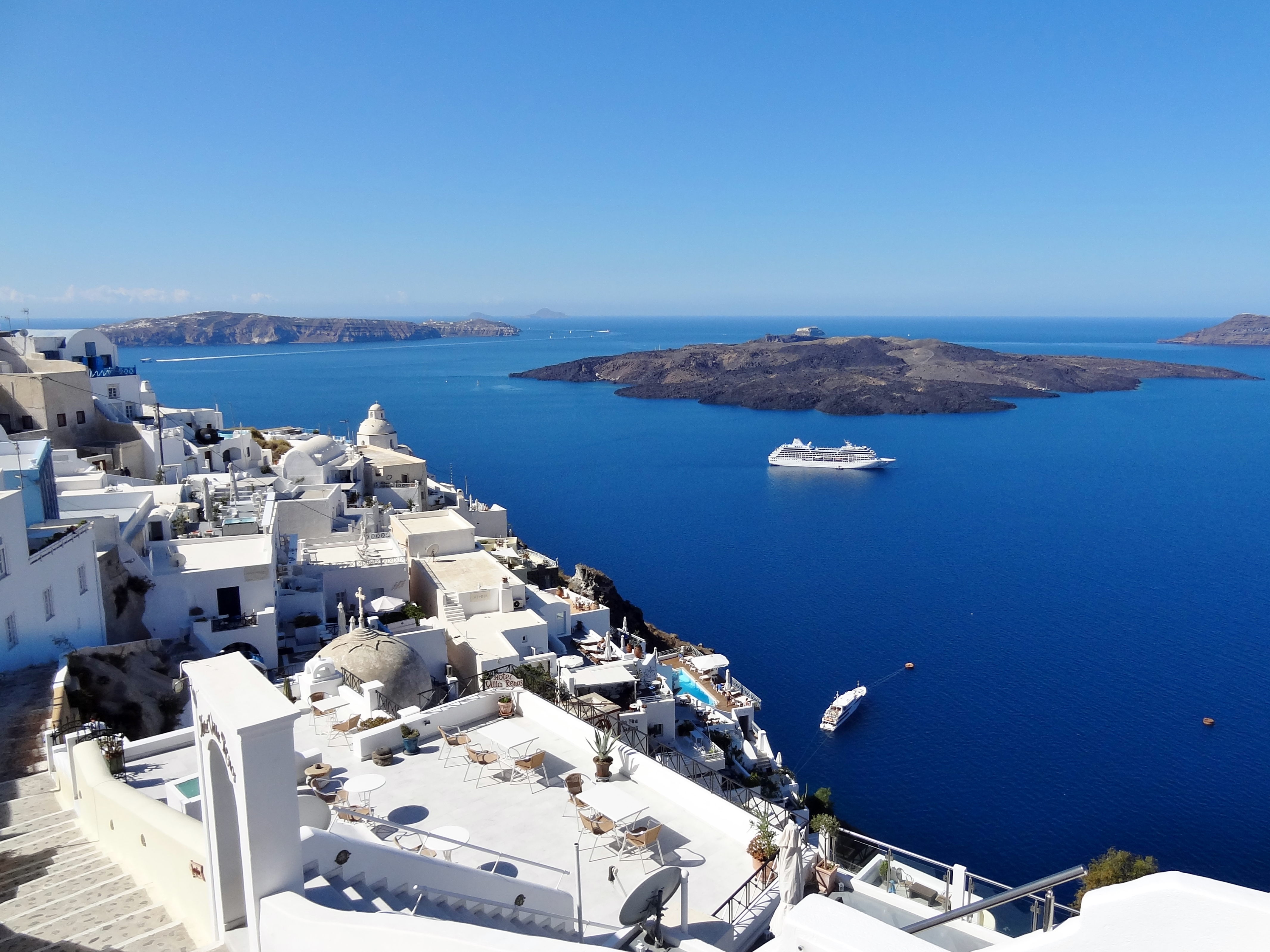

Firá est un des hauts lieux du tourisme en Grèce et des Cyclades. Le tourisme à Fira fut d'abord confidentiel et nautique, puis devint culturel grâce aux vestiges antiques de l'ancienne Théra et aux retentissantes découvertes archéologiques des années 1960 à Akrotiri, et évolua finalement en tourisme de masse à la fin du siècle et au début du XXIe siècle, avec un nombre croissant de paquebots de croisière, de plus en plus gros, qui font escale dans la baie face à Ormos pendant la saison estivale, les croisiéristes étant transportés par navettes jusqu'au ponton du vieux port de Firá, en une noria ininterrompue. De nombreux touristes arrivent également par voie aérienne, à l'aéroport de Santorin, et les petites rues étroites de la ville, typiques de l'architecture cycladique, sont bondées jour et nuit pendant la période estivale, ainsi que les commerces, de plus en plus haut de gamme (bijouteries, restaurants, cafés, bars, discothèques…). Le nouveau port de Santorin (ou port d’Athinios ou port de Thira) est inauguré dans les années 1970, à 8 km au sud, pour accueillir les ferries, bateaux de croisière et navires de commerce. La crise économique grecque du début du XXIe siècle n'a pas affecté Fira, mais la pandémie de Covid-19 a fortement ralenti ses activités en 2020.

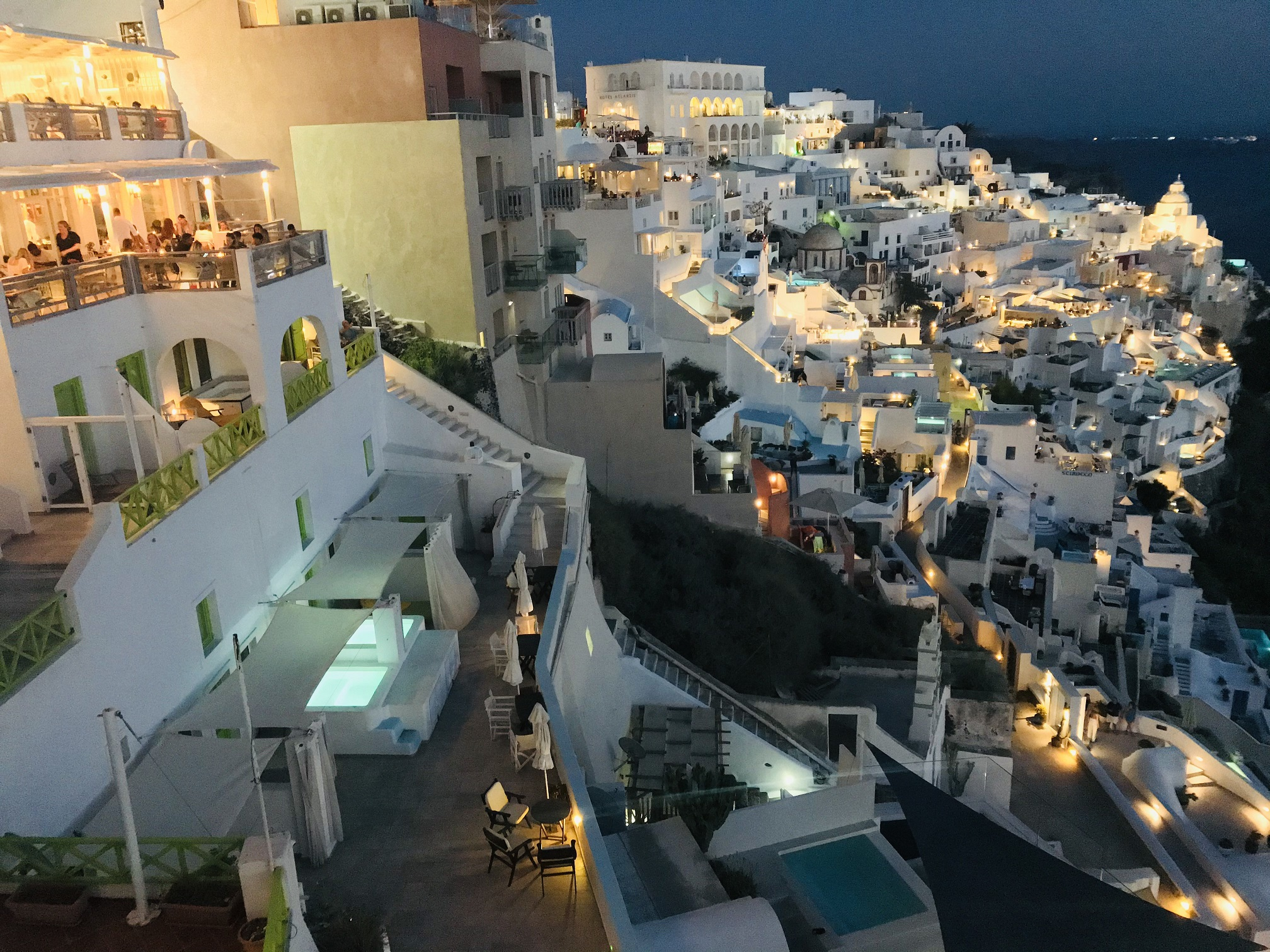
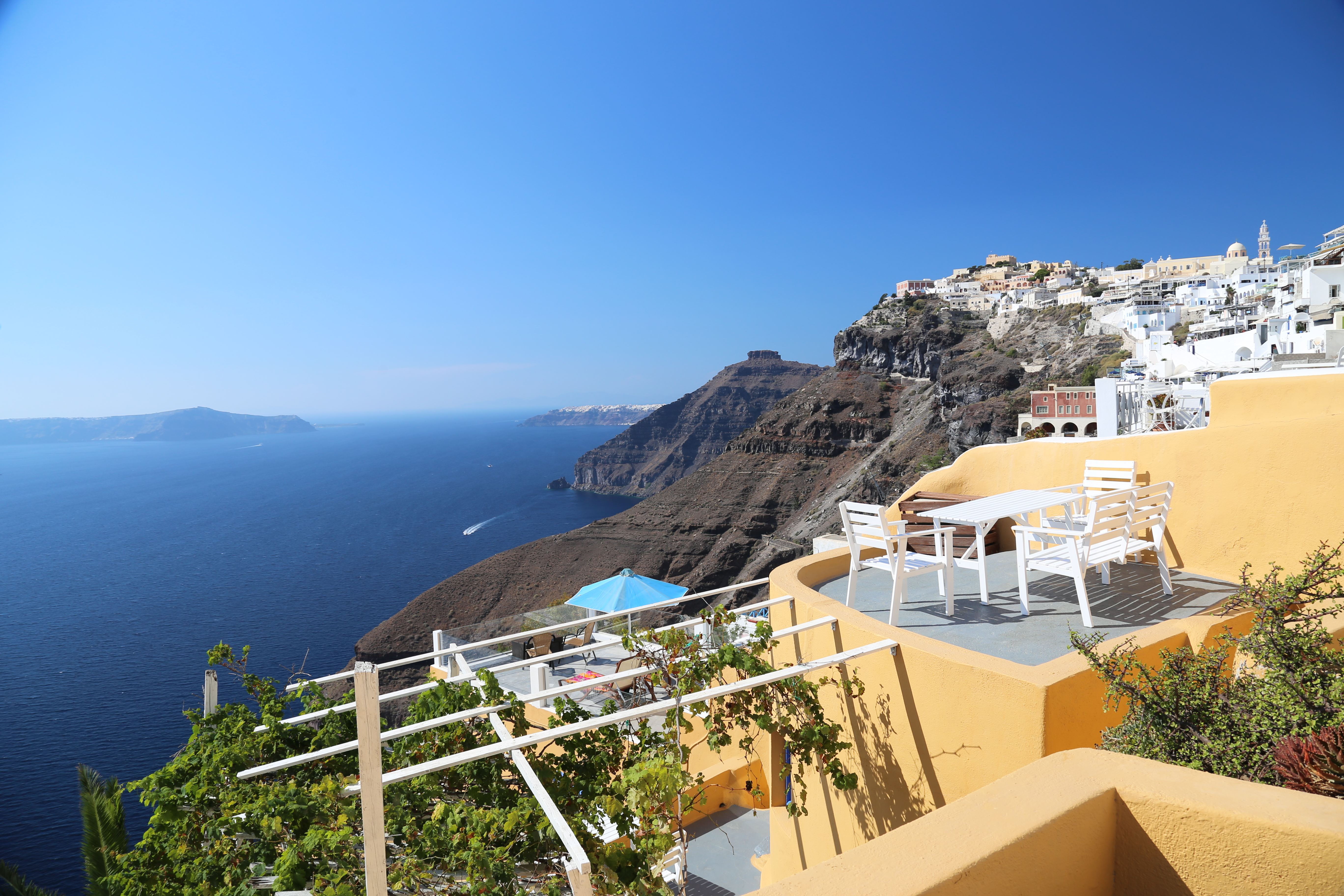
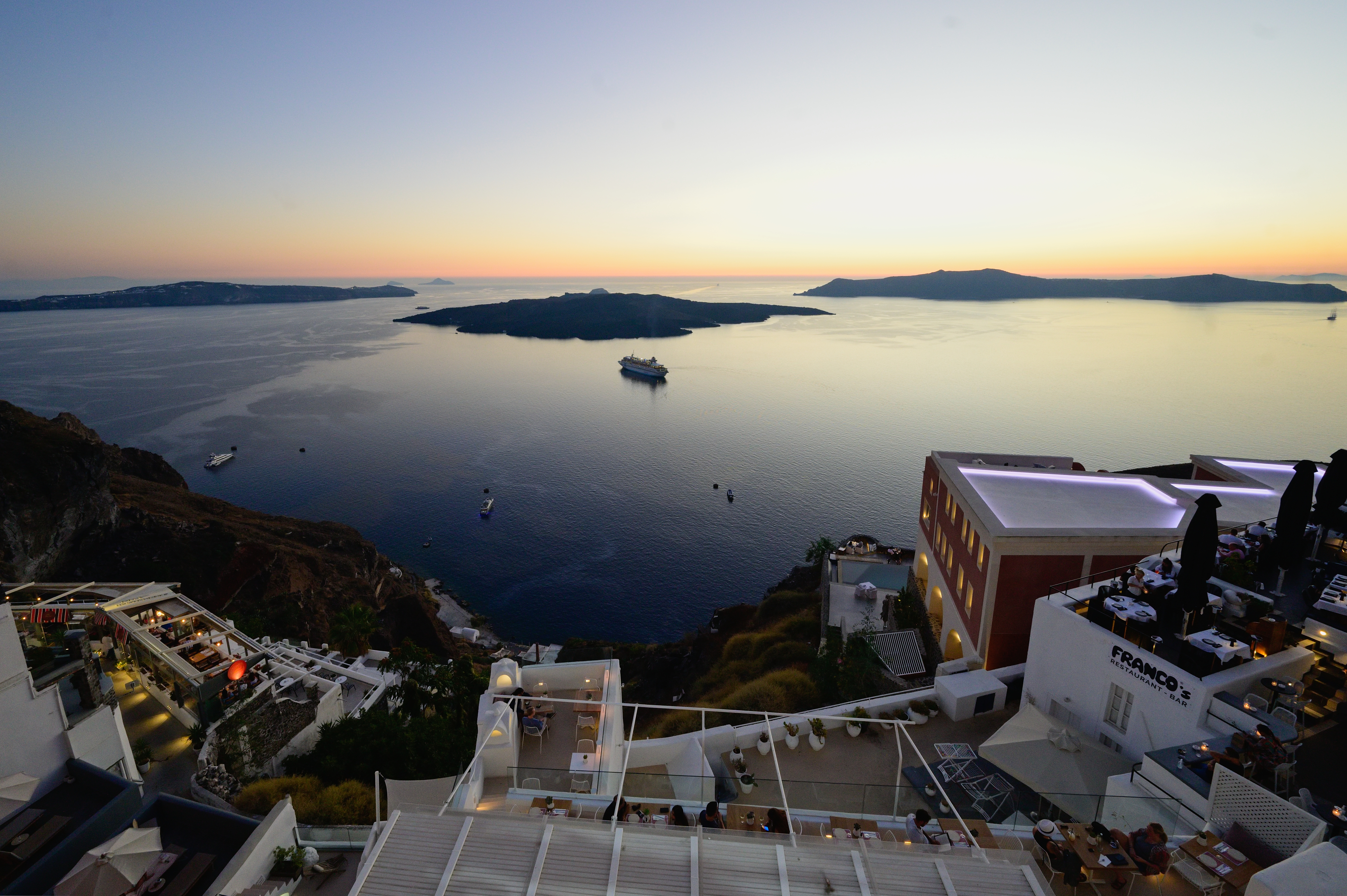
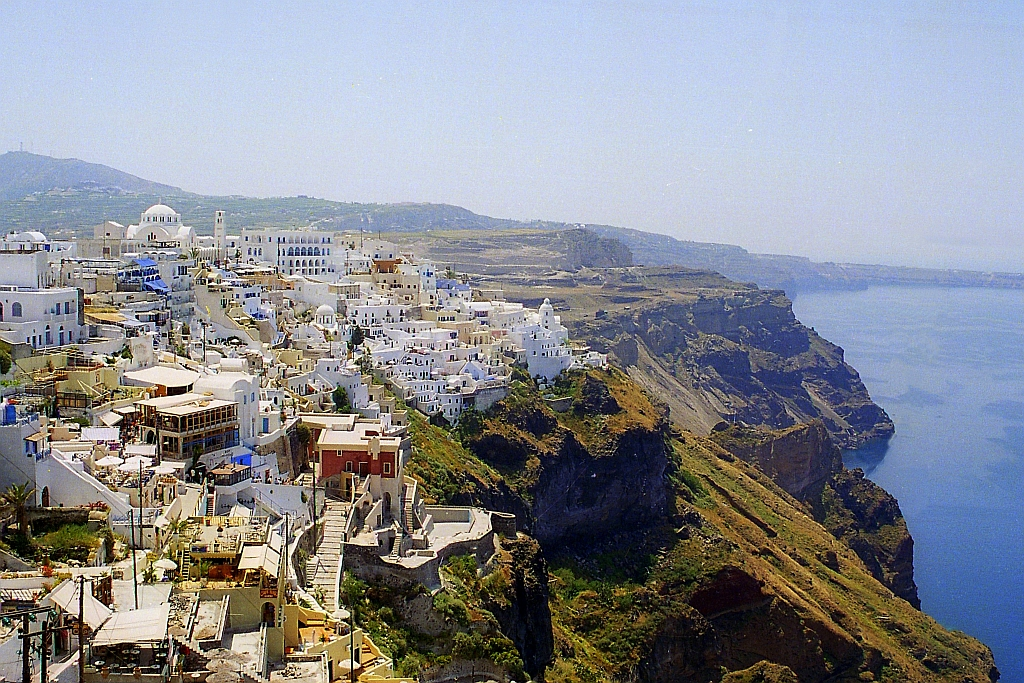

### Agriculture

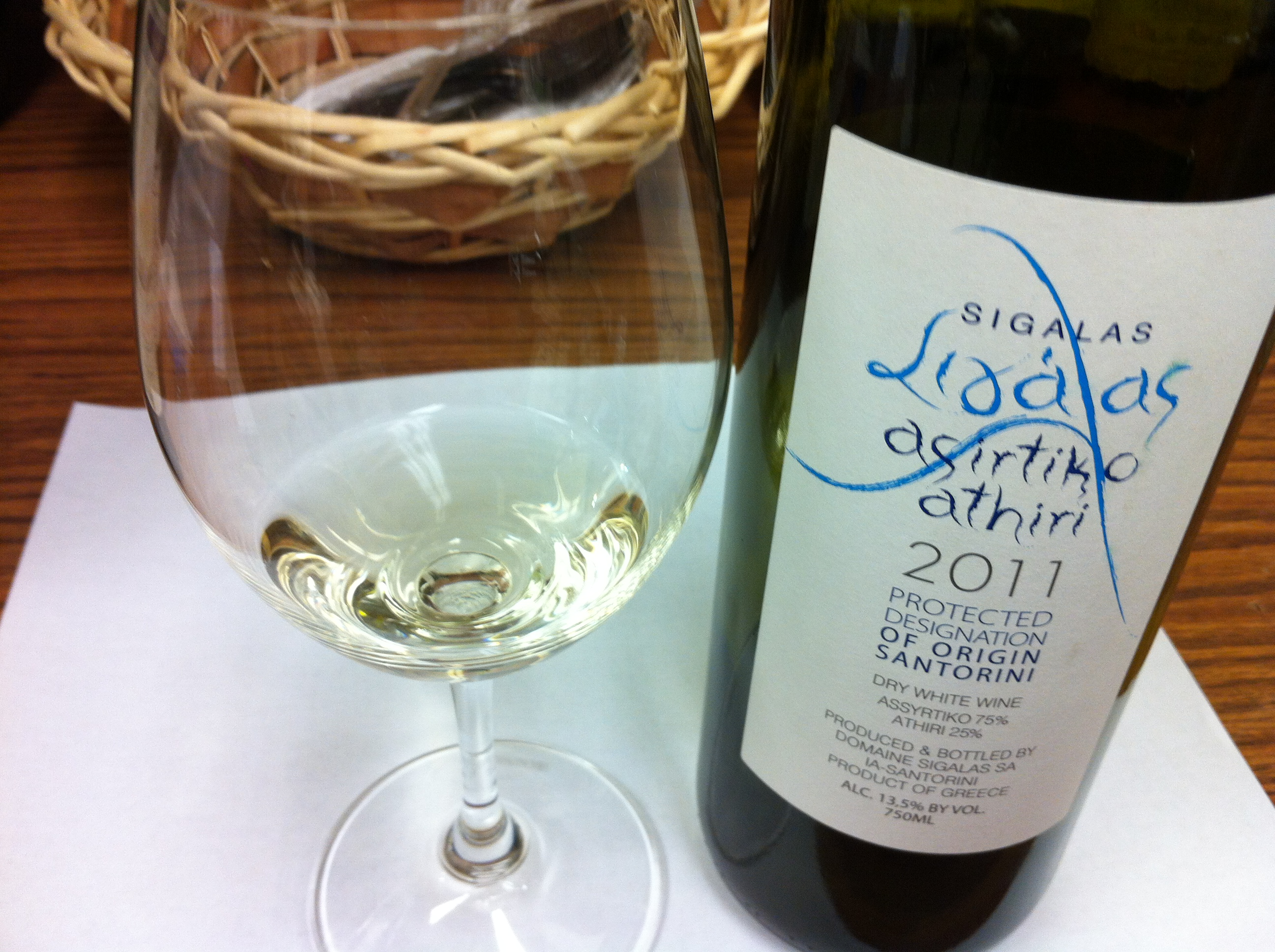
Vin Assyrtiko.

Dans les environs de Fira est cultivée une variété locale de tomate cerise ainsi que la variété spécifique, préphylloxérique et très ancienne de vigne, nommée Assyrtiko, que l'on laisse pousser à même le sol sans aucun tuteur et dont le rendement est faible (10 à 20 % du rendement de la vigne française ou californienne : sa principale source en eau est la rosée matinale d'origine marine) ; elle est naturellement très résistante au phylloxéra. L'Assyrtiko donne deux variétés de vin, l'une de même nom, très sèche, à l'acidité prononcée (liée à la nature du sol volcanique) et aux arômes citronnés, l'autre très douce et légère, le Vinsanto,,.

## Culture

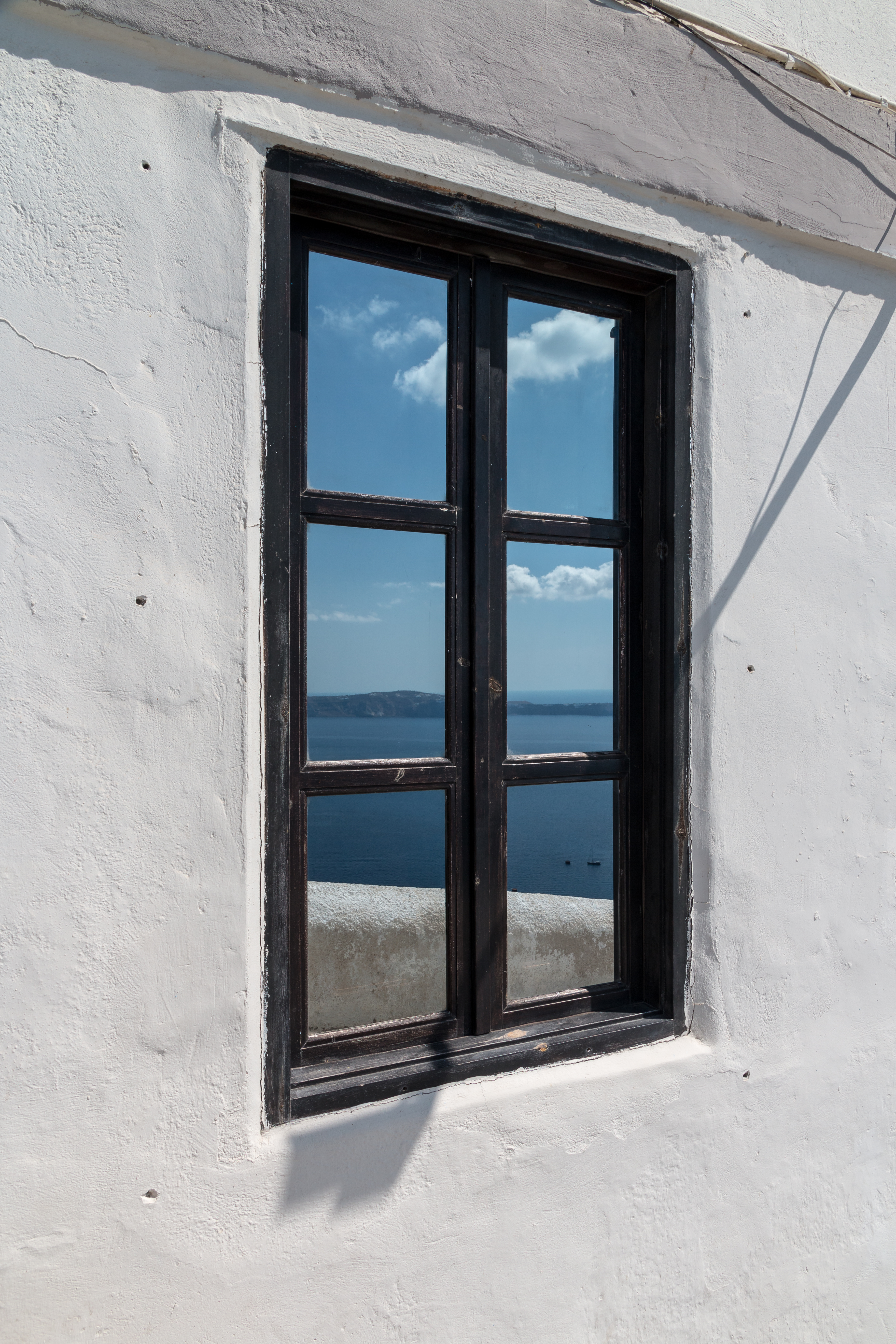
Fenêtre à Fira.

Fira compte deux principaux musées. Le Musée archéologique de Théra (en), situé à proximité de la gare haute du téléphérique de Santorin, a été construit en 1960 par le Ministre des infrastructures, des transports et des réseaux (en), afin de remplacer l'ancien musée construit en 1902 et détruit lors du séisme de 1956. Le musée présente des artefacts de la cité antique de Théra qui comprend des sculptures et des inscriptions allant de l'époque archaïque à la période romaine. L'exposition compte aussi des vases et des figurines en argile datant de la période géométrique à l'époque hellénistique.
Le Musée préhistorique de Théra, près de la basilique orthodoxe, est construit sur le site de l'église Ypapanti détruite par le tremblement de terre de 1956. Il expose les différents objets et fresques principalement découverts sur le site d'Akrotiri au sud de l'île et datant du XVIe siècle avant Jésus-Christ. Fira compte aussi le Musée Megaron Gyzi (musée sur l'histoire de Santorin) et le Musée Santozeum (exposition des fresques d'Akrotiri).
Enfin Fira abrite le Musée du folklore grec fondé en 1974 par l'avocat et journaliste Emmanuel A. Lignos dont il porte le nom. La collection du musée, abritée dans une villa d'armateur datant de 1681, renferme d'authentiques objets traditionnels de l'île de Santorin.

## Voies de communication et transports

### Transport maritime
Firá est historiquement reliée à la mer, 200 m plus bas, par son vieux port de Firá, par des escaliers d'environ 600 marches (Skala) desservis par taxis-ânes et par téléphérique de Santorin.

Le nouveau port de Santorin (ou port d’Athinios ou port de Thira) est inauguré dans les années 1970, à 8 km au sud, pour accueillir les ferries, bateaux de croisière et navires de commerce.

### Transport aérien
L'aéroport de Santorin est inauguré en 1972, à Monolithos, à environ 8 km au sud-est de Fira.